# Stanovništvo Sirije
Prema popisu iz 2001. godine Sirija je imala 17 040 000 stanovnika, te je s površinom od 185 180 km2 imala prosječnu gustoću naseljenosti od 92 st. po četvornom kilometru. Glede klime i reljefa, gustoća naseljenosti je poprilično visoka. Apsolutna većina stanovništva su Arapi (90,3%), a ostatak su uglavnom Kurdi i Armenci. Po religijskom sastavu najbrojniji su sunitski muslimani (74%), šijitskih muslimana ima oko 12%, alavita oko 10% a kršćana 9-10%.
Gradskog stanovništva ima 52%. Najveći grad je Damask (Damasq) s populacijom od 1 934 000. Drugi najvažniji grad je Alep (oko 1,600.000). Treći grad je Homs (Hims) s oko 600 000 ljudi. Najvažnija luka je Latakija. Stopa nataliteta je 30,6‰, smrtnosti 5,2‰ a godišnji priraštaj stanovništva iznosi visokih 25,4‰. Rast Sirije i Damaska:
- 1948.: 3,800.000
- 1991.: 14,887.000
- 2001.: 17,040.000
- 2020.: oko 30,000.000
- 2050.: oko 45,000.000

Damask (1943.): 286.000; Damask (2001.): 1,934.000
Apsolutna većina građana Sirije su Arapi. Najveća manjina su «nearapski» Kurdi kojih ima nešto više od 6 % i žive uz granicu s Turskom te Armenci koji uglavnom žive u velikim gradovima. Postoji i zajednica Turaka. Od nekadašnje velike židovske zajednice ostalo je samo oko 1 000 članova koji uglavnom žive u Damasku.
Po vjerskom pitanju Sirija je relativno homogena zemlja za razliku od susjednog Libanona, no i ovdje postoje značajne vjerske manjine. Većina Sirijaca su sunitski muslimani (74%). Sljedeća vjerska skupina su šijitski muslimani (12%), kršćani (armenski pravoslavci, maroniti, grčki pravoslavci i katolici) kojih ima oko 9-10%. U Siriji još djeluju zajednice druza (vjera povezana s islamom, ali i s kršćanstvom i judaizmom), značajna zajednica alavita (vjerske šizme šijita) i oko 1000 pripadnika židovske zajednice.
Sirijci su uglavnom Arapi, pripadnici hamitsko-semitske rasne skupine. Kurdi su druga, a Armenci treća grupa po brojnosti i obje pripadaju indoeuropskoj skupini.
Službeni jezik u Siriji je arapski (hamitsko-semitska porodica jezika), ali se u nekim područjima govore kurdski (novoiranska jezična obitelj) i turski (altajska jezična obitelj).
Iako je školstvo u Siriji besplatno, blizu 30% stanovništva starijeg od 15 godina je nepismeno. Nepismenost kod muškaraca je blizu 15%, a kod žena nešto više od 44%. U razdoblju od 1991. do 2001. nepismenost je smanjena za oko 6%. 